# Ungleichung von Barrow

Barrow als Verschärfung von Erdös-Mordell

Die Ungleichung von Barrow, benannt nach David Francis Barrow, ist eine Aussage über Abstände eines Punktes im Inneren eines Dreieckes zu bestimmten Punkten auf dessen Rand. Sie stellt eine Verschärfung der Ungleichung von Erdös-Mordell dar, die besagt, dass die Summe der Abstände von den Ecken immer mindestens doppelt so groß ist wie die Summe der Abstände von den Seiten.

## Ungleichung
Gegeben ist ein beliebiger Punkt {\displaystyle P} im Inneren eines Dreiecks {\displaystyle \triangle ABC}. Die Winkelhalbierenden der Winkel {\displaystyle \angle APB}, {\displaystyle \angle BPC} und {\displaystyle \angle CPA} schneiden die Dreiecksseiten {\displaystyle a,b,c} in den Punkten {\displaystyle Q_{a},Q_{b},Q_{c}}. Es gilt dann die folgende Ungleichung:
{\displaystyle |PA|+|PB|+|PC|\geq 2(|PQ_{a}|+|PQ_{b}|+|PQ_{c}|)}.
Barrow veröffentlichte 1937 einen Beweis zur Ungleichung von Erdös-Mordell, der die später nach ihm benannte Ungleichung als Zwischenschritt enthielt.

## Verallgemeinerung
Die Ungleichung von Barrow kann auf konvexe Polygone verallgemeinert werden. Für ein konvexes Polygon mit Eckpunkten {\displaystyle A_{1},A_{2},\ldots ,A_{n}} und einem Punkt {\displaystyle P} in seinem Inneren bezeichne {\displaystyle Q_{1},Q_{2},\ldots ,Q_{n}} die Punkte
die beim Schnitt mit den Winkelhalbierenden der Winkel {\displaystyle \angle A_{1}PA_{2},\ldots ,\angle A_{n-1}PA_{n},\angle A_{n}PA_{1}} mit Polygonseiten {\displaystyle A_{1}A_{2},\ldots ,A_{n-1}A_{n},A_{n}A_{1}} entstehen. Es gilt dann die folgende Ungleichung:
{\displaystyle \sum _{k=1}^{n}|PA_{k}|\geq \sec \left({\frac {\pi }{n}}\right)\sum _{k=1}^{n}|PQ_{k}|}.
Hierbei bezeichnet {\displaystyle \sec } die Sekansfunktion und im Fall {\displaystyle n=3} erhält man wegen {\displaystyle \sec \left({\tfrac {\pi }{3}}\right)=2} genau die Ungleichung von Barrow.